# جورافنو
زهورافني (Журавне) هي مدينة في مقاطعة لفيفسكا في أوكرانيا.
يبلغ عدد سكانها حوالي 3000 نسمة.